# Castellanos de Bureba
Castellanos de Bureba es una localidad del municipio burgalés de Oña, en la Comunidad Autónoma de Castilla y León (España). 
La iglesia está dedicada a La Degollación de San Juan Bautista.

## Localidades limítrofes
Confina con las siguientes localidades:
- Al norte con Terminón.
- Al este con Pino de Bureba.
- Al sureste con Cornudilla.
- Al suroeste con Salas de Bureba.
- Al oeste con Aguas Cándidas.
- Al noroeste con Bentretea.

## Demografía
Evolución de la población
| Gráfica de evolución demográfica de Castellanos de Bureba entre 2000 y 2017 |
|                                                                             |
| Población de derecho (2000-2017) según el padrón municipal del INE          |

## Historia

### Descripción en el Diccionario Madoz
Así se describe a Castellanos de Bureba en el tomo VI del Diccionario geográfico-estadístico-histórico de España y sus posesiones de Ultramar, obra impulsada por Pascual Madoz a mediados del siglo XIX:

CASTELLANOS DE BUREBA: villa con ayuntamiento en la provincia, audiencia territorial, capitanía general y diócesis de Burgos (8 leguas), partido judicial de Briviesca (4), administración de rentas de Poza; Situada en la falda meridional del monte Cueto a la izquierda del río Homino, con clima sano y muy ventilado, a pesar de haber en frente otro montecillo; tiene además de la municipal, 32 casas de un solo piso, y formando población, pero sin orden de calles, si bien a un sitio más ancho y espacioso se le da el nombre de plaza; escuela de primeras letras a que concurren los niños de ambos sexos; iglesia parroquial (San Juan) servida por un cura y un sacristán; cementerio muy bien situado al aire libre con una cerca de manera de corral, y en fin, hay para beber y demás usos domésticos una fuente en forma de pozo, para llegar a la cual, se pasa un puentecillo de piedra, de un arco. El término confina N con Terminón y Quintanilla; E Pino de Bureba; S con el mismo y Salas de Bureba, y O Aguas Cándidas; dentro de cuya circunferencia se levantan el montecillo indicado y el Cueto, de ½ legua de extensión en su base y cubierto de pinos, encinas y matorrales. El terreno es pizarroso y participa de monte y llano; lo bañan el río Omino y un arroyo que viniendo de Salas, desagua en el dicho río. Los caminos son locales y de herradura, excepto el que conduce a Salas y Terminón que es carretero. El correo se recibe de Poza. Producciones: trigo, cebada, centeno, maíz, vino, lino, cáñamo y manzanas; cría ganado lanar y cabrío; hay alguna caza y pesca. Industria: la agrícola y de arriería que fue en otro tiempo muy productiva; pero ha decaído últimamente. Población: 16 vecinos, 54 almas. Capital productivo: 147.310 reales. Imponible: 13.550. Contribución: 1.383 reales 17 maravedíes. El presupuesto municipal se cubre con los propios, y si hay déficit, por medio de reparto vecinal.
Diccionario geográfico-estadístico-histórico de España y sus posesiones de Ultramar